# Tổng Công ty Ponghwa Triều Tiên
Tổng Công ty Ponghwa Triều Tiên (Chosongul: 조선 봉화 총 회사) là một tập đoàn công nghiệp có trụ sở chính tại thủ đô Bình Nhưỡng, Bắc Triều Tiên.

## Các sản phẩm
Công ty Ponghwa sản xuất hàng dệt kim, quần áo công sở, đồ lót, giày dép, ba lô nylon và túi xách, áo khoác mùa đông, đồ trượt tuyết, đồ thể thao, túi chơi gôn và túi chơi khúc côn cầu. Công ty này tham gia vào ngành công nghiệp trang phục da cá chình/lươn và đồ trang sức (có bao gồm cả túi xách và đại loại). của Triều Tiên. Công ty này cũng sản xuất hàng thêu. Nó sản xuất phần lớn vật liệu đóng gói của riêng mình tại một cơ sở sản xuất nhựa polystyrene.
Công ty sở hữu các cơ sở chế biến kim loại màu, thủy sản và sản xuất nấm và rau quả như hoa chuông và hoa thông mộc.
Công ty cũng nhập khẩu thiết bị câu cá thể thao, vật liệu đóng gói và polyethylene áp suất cao. Nó sở hữu các nhà hàng và cửa hàng.

## Các nhà máy
- Nhà máy quần áo xuất khẩu Changgwang
- Nhà máy quần áo xuất khẩu Okryu
- Nhà máy quần áo xuất khẩu Munsu
- Nhà máy quần áo xuất khẩu Ragwon
- Nhà máy quần áo xuất khẩu Mangyongdae
- Nhà máy công nghiệp nhẹ Nampho
- Nhà máy kẹo cao su Bình Nhưỡng.[1]